# Ursmer Berlière
Pour les articles homonymes, voir Berlière.
Dom Ursmer Berlière, né le 3 septembre 1861 à Gosselies, dans le Hainaut (Belgique) et mort le 27 août 1932, à l'Abbaye de Maredsous (Belgique) est un moine bénédictin belge, théologien et historien ecclésiastique de renom.

## Biographie
Alfred Joseph Berlière de son nom à l'état-civil, né le 3 septembre 1861, est le fils de Pierre Berlière, cordonnier, et Adeline Leroy.
Il fait des études de philosophie et prend goût pour les sciences historiques après avoir été ordonné prêtre en 1882.
Son premier travail date de 1886, auquel suivront des volumes, dissertations, publications et bulletins.
En 1901, il est envoyé à Rome par le gouvernement belge pour fonder l'Institut historique belge de Rome. Bibliothécaire de l'Abbaye de Maredsous, 
Dom Ursmer Berlière devient de 1913 à 1914 conservateur de la Bibliothèque royale de Belgique. Il est membre de la Commission royale d'Histoire et est élu le 1er juin 1913 membre de l'Académie royale de Belgique.
En 1922, il reprend la direction de l'Institut historique belge de Rome.
Il est l'auteur d'un millier de publications diverses, livres, articles et monographies, concernant l'histoire ecclésiastique. C'est à lui que revient le mérite d'avoir établi en 1904, sur la base de documents gardés au Vatican, que la personne que Pétrarque désignait par le sobriquet honorifique de « Socrate » n'était autre que le Liégeois Louis Sanctus (ou Lodewijk Heyligen en néerlandais) originaire de Beringen, territoire néerlandophone de la principauté épiscopale de Liège, actuellement en Belgique.
En 1931, il est récompensé de ses recherches historiques par Prix quinquennal d'histoire nationale attribué par le gouvernement belge.
Son monumental Monasticon belge reste la référence concernant la prosopographie des ordres monastiques en Belgique durant l'Ancien Régime.
Au milieu de cette immense masse de travaux érudits il n'a pas oublié de consacrer un ouvrage en trois volumes concernant sa ville natale : Recherches historiques sur la ville de Gosselies.

## Publications

### Monasticon belge
- Ursmer Berlière, Monasticon belge, vol. 1 : provinces de Namur et de Hainaut, Maredsous, Abbaye de Maredsous, 1890-1897, VIII-575 p.
- Ursmer Berlière, Monasticon belge, vol. 2 : province de Liège, Maredsous, Abbaye de Maredsous, 1928-1929, 236 p.

### Autres ouvrages et articles
- Ursmer Berlière, Philippe de Harvengt, abbé de Bonne-Espérance, Bruges, Desclée De Brouwer, 1892, 46 p.
- Ursmer Berlière, Les origines de Cîteaux et l'ordre bénédictin au XIIe siècle, Louvain, Peeters, 1901, 64 p.
- Ursmer Berlière, Aux archives vaticanes, Bruges, Desclée De Brouwer, 1903, 46 p.
- Ursmer Berlière, Un ami de Pétrarque : Louis Sanctus de Beeringen, Rome, Institut historique belge, coll. « Institut historique belge de Rome » (no 2), 1905, VIII-59 p.
- Ursmer Berlière, Les évêques auxiliaires de Cambrai et de Tournai, Bruges, Desclée De Brouwer, 1905, X-178 p.
- Ursmer Berlière, Les évêques auxiliaires de Liège, Bruges, Desclée De Brouwer, 1919, 200 p.
- Ursmer Berlière, Les terres et seigneuries de Maredsous et de Maharenne, Maredsous, Abbaye de Saint-Benoît, 1920, 143 p.
- Ursmer Berlière, « Honorius III et les monastères bénédictins : 1216-1227 », Revue belge de philologie et d'histoire, t. 2, no 2,‎ 1923, p. 237-265 (lire en ligne).
- Ursmer Berlière, Inventaire des Instrumenta miscellanea des Archives vaticanes au point de vue de nos anciens diocèses, Liège, Georges Thone, 1924, 162 p.
- Ursmer Berlière, L'ascèse bénédictine des origines à la fin du XIIe siècle : essai historique, Maredsous, Abbaye de Maredsous, coll. « Pax », 1927, XI-282 p.
- Ursmer Berlière, Les élections abbatiales au Moyen Âge, Bruxelles, Hayez, coll. « Académie royale de Belgique. Classe des lettres et des sciences morales et politiques. Mémoires. Collection in-8 » (no 2), 1927, 100 p.
- Ursmer Berlière, Les collectories pontificales dans les anciens diocèses de Cambrai, Thérouanne et Tournai au XIVe siècle, Rome, Institut historique belge de Rome, coll. « Analecta Vaticano-Belgica » (no 1), 1929, XLIV-897 p.
- Ursmer Berlière, La familia dans les monastères bénédictins du Moyen Âge, Bruxelles, Lamertin, coll. « Académie royale de Belgique. Classe des lettres et des sciences morales et politiques. Mémoires. Collection in-8 » (no 2), 1931, 124 p.

### Article détaillé
- Monasticon belge